# Кагошима
Кагошима (јап. 鹿児島市) град је у Јапану у префектури Кагошима на југозападу острва Кјушу. Према попису становништва из 2005. у граду је живело 604.387 становника. Зову га и Напуљ Јапана због сличног залива, топле климе и близине вулкана Сакураџиме.

## Историја
15. августа 1549. искрцава се језуитски свештеник Франсиско Хавијер и почиње покрштавање Јапанаца.
Кагошима је главни град клана Сацума. Британска Краљевска морнарица је бомбардовала Кагошиму 1863. да би казнила даимјоа Сацуму због убиства енглеског трговца.

## Становништво
Према подацима са пописа, у граду је 2005. године живело 604.387 становника.
| 1995.   | 2000.   | 2005.   |
| ------- | ------- | ------- |
| 594.430 | 601.693 | 604.387 |

## Привреда
Кагошима је космополитски град са међународним аеродромом и мноштвом хотела. Центар је бродоградилишне и металуршке индустрије.
У близини града се налази једини јапански свемирски центар, одакле се лансирају сви јапански сателити. Центар неслужбено зову Кагошима свемирски центар, а заправо се зове Ухинура свемирски центар.